# ميلوش بايرليكا
ميلوش بايرليكا (بالصربية: Милош Бајалица)‏ (15 ديسمبر 1981 في بلغراد في صربيا – )؛ هو لاعب كرة قدم كان يلعب كمدافع.

## وصلات خارجية
- ميلوش بايرليكا على موقع رابطة كرة القدم اليابانية للمحترفين (اليابانية)
- ميلوش بايرليكا على موقع قاعدة بيانات كرة القدم.إي يو (الإنجليزية)
- ميلوش بايرليكا على موقع Soccerway.com (الإنجليزية)
- ميلوش بايرليكا على موقع عالم كرة القدم.نت (الإنجليزية)